# Ранкюрель
Ранкюрель (фр. Rencurel) — коммуна во Франции, находится в регионе Рона — Альпы. Департамент коммуны — Изер. Входит в состав кантона Сюд-Грезиводан. Округ коммуны — Гренобль.
Код INSEE коммуны — 38333. Население коммуны на 2012 год составляло 301 человек. Населённый пункт находится на высоте от 650 до 1150 метров над уровнем моря. Муниципалитет расположен на расстоянии около 480 км юго-восточнее Парижа, 90 км юго-восточнее Лиона, 23 км юго-западнее Гренобля. Мэр коммуны — Didier Lattard, мандат действует на протяжении 2014—2020 гг.
Динамика населения (INSEE):